# Bill Cottrell
Bill Cottrell (Chester, Pensilvania; 18 de septiembre de 1944-2 de abril de 2025) fue un jugador estadounidense de fútbol americano que jugó siete temporadas con dos equipos en la NFL en la posición de liniero.

## Carrera

### Universidad
Cottrell jugó a nivel universitario con Delaware Valley Aggies de 1962 a 1965, donde fue de los mejores jugadores de Delaware Valley, la cual es una universidad pequeña y tenía que jugar en varias posiciones. Jugó junto a su hermano en los Aggies, siendo ambos seleccionados para el mejor jugador del equipo y el más inspiracional. Fue el capitán del equipo y también fue parte del equipo de Atletismo, del cual también fue el capitán. En atletismo participaba en lanzamiento de bala, batiendo el récord de la universidad en varias ocasiones. En Delaware Valley Cottrell era un jugador grande y rápido; registrando tiempos entre 10.3-10.5 segundos en la carrera de 100 yardas y de 5.7 en las 50 yardas.

### Profesional
Cottrell no fue seleccionado en el Draft de la NFL, pero sí fue contactado por los Detroit Lions de la National Football League (NFL) y por los New York Jets de la American Football League (AFL), ya que según un reclutador de BLESTO mencionó que era uno de los mejores linieros que habían entre los novatos. Sería firmado por los Lions como agente libre, pero fue liberado del primer equipo antes de que iniciara la regular y lo enviaron a los Richmond Rebels de la Continental Football League (COFL). Jugó en 11 de los 14 partidos con los Rebels en ese año con un récord de 4–10.
Al terminar la temporada de 1966 Cottrell entrenó con Bob Brown y Lane Howell de los Philadelphia Eagles. Regresó con los Lions en 1967 y superó el corte para el equipo, donde fue suplente y parte de los equipos de patada. Fue el primer jugador de la NFL procedente de Chester High School además de ser el primer jugador de Delaware Valley College. En esa temporada entrenaba más de una hora adicional y veía videos de sus rivales. Inició como centro, pero después lo convirtieron el tackle. Jugó en los 14 partidos con los Lions en 1967, 10 de ellos como titular, y el equipo terminó con récord de 5–7–2.
En 1968 Cottrell apareció en la película Paper Lion, basada en la prueba que hizo George Plimpton con los Lions. En 1968 jugó en los 14 partidos pero en ninguno como titular. En 1969 fue utilizado en los equipos de patada y ayudó a los Lions a terminar con récord de 9–4–1 como segundo lugar de la conferencia. En 1970 jugó en 10 partidos como suplente, temporada en la que se perdió partidos por lesión. En 1971 estuvo en la reserva de lesionados y fue liberado en 1972. En septiembre de 1972 firma con los Denver Broncos, equipo con el que jugó en 11 partidos y luego se retiró. Originalmente firmó un contrato de tres temporadas con los Broncos, pero decidió retirarse tras una temporada para estar con su familia.
Cottrell jugó 63 partido en la NFL, 10 de ellos como titular. Tiene la distinción de ser el primer centro de la NFL de raza negra.

## Vida personal
Cottrell fue miembro del Fellowship of Christian Athletes y durante su carrera con los Lions ayudaba en la capilla. Trabajó para Chrysler durante su carrera como jugador, y en 1973 se fue para trabajar para Ford Motor Company. Era casado y tuvo un hijo y una hija.